# Aldo Magri
Aldo Magri (Rezzato, 19 novembre 1910 – Brescia, 6 novembre 1996) è stato un generale italiano.

## Biografia
Nato a Virle Treponti di Rezzato nel 1910, frequentò l'Accademia militare di Modena, uscendone con il grado di sottotenente dei bersaglieri. Durante la seconda guerra mondiale partecipò come tenente e poi come capitano alla campagna di Russia (battaglia di Natale 1941); partecipò anche alle operazioni in Africa Orientale Italiana, in Grecia, in Albania e nei Balcani e dopo l'armistizio dell'8 settembre prese parte alla guerra di Liberazione.
Con il grado di colonnello, ha comandato l'8º Reggimento bersaglieri. Fu poi Capo di Stato Maggiore del V Corpo d'armata e vice comandante della divisione corazzata Centauro. Nel 1963 fu il primo comandante della ricostituita brigata paracadutisti, successivamente ha ricoperto l'incarico di Capo di Stato Maggiore della SETAF e nel 1968 con il grado di generale di corpo d'armata è diventato comandante del III Corpo d'armata di Milano.Dopo essere stato Comandante del III Corpo d'armata di Milano è stato nominato Presidente del Tribunale Supremo Militare a Roma.
Dopo essere stato posto in congedo ha ricoperto la carica di Presidente nazionale ANPd’I e presidente Onorario della  Sezione ANPd'I di Brescia.